# Коктобе (Сарыагашский район)
Коктобе (каз. Көктөбе) — упразднённое село в Сарыагашском районе Туркестанской области Казахстана. Входило в состав Тегисшильского сельского округа. Код КАТО — 515479300. В 2010-е годы включено в состав села Мадениет.

## Население
В 1999 году население села составляло 268 человек (146 мужчин и 122 женщины). По данным переписи 2009 года, в селе проживали 1432 человека (696 мужчин и 736 женщин).